# Froideville, Vaud
Froideville är en ort och kommun i distriktet Gros-de-Vaud i kantonen Vaud, Schweiz. Kommunen har 2 723 invånare (2023).